# Richard Schorr
Richard Reinhard Emil Schorr (Kassel, 20 de agosto de 1867 – Bad Gastein, Áustria, 21 de setembro de 1951) foi um astrônomo alemão.

## Formação e carreira
Schorr estudou na Universidade de Berlim e na Universidade Técnica de Munique, sendo em 1889 assistente de redação do periódico Astronomische Nachrichten em Kiel. Depois de dois anos foi assistente inicialmente no Observatório de Karlsruhe e depois no Astronomisches Rechen-Institut em Berlim, que ainda era parte do Observatório de Berlim.
O então diretor do Observatporio de Hamburgo, George Rümker, o contratou em 1892 como observador. Rümker, que começara a mudar o observatório para Hamburgo-Bergedorf na época, sofria de grave doença da gota por muitos anos e morreu em 1900, e então Schorr teve que continuar e terminar a mudança. Assuntos administrativos também foram tratados por Schorr, para que o observatório fosse efetivamente gerenciado por ele no final do século XIX.
Richard Schorr foi oficialmente nomeado diretor do observatório de Hamburgo em 1902, onde descobriu dois asteroides, entre outras coisas. Em 1919 foi nomeado professor titular da Universidade de Hamburgo.
Em 1920 foi eleito membro da Academia Leopoldina.
Como seu sucessor no observatório, Schorr queria Walter Baade, que trabalhava nos Estados Unidos, que recusou após uma longa hesitação. Como substituto de Baade Schorr garantiu que Otto Heckmann fosse levado ao observatório contra a resistência da Liga Nacionalsocialista de Professores Alemães, que o sucedeu em 1941.
O asteroide 1235 Schorria é denominado em sua memória; sua mulher é o epônimo do asteroide 725 Amanda. A cratera lunar Schorr também é denominada em sua memória.